# Harvard (Massachusetts)
Pour les articles homonymes, voir Harvard (homonymie).
Ne doit pas être confondu avec Université Harvard.
Harvard est une municipalité du Comté de Worcester au Massachusetts, fondée en 1658.
Sa population était de 6 520 habitants en 2010.

## Localisation
| Shirley (Comté de Middlesex) | Ayer (Comté de Middlesex) | Littleton (Comté de Middlesex)  |
| Lancaster                    | Harvard                   | Boxborough (Comté de Middlesex) |
| Lancaster                    | Bolton                    | Stow (Comté de Middlesex)       |

## Personnalité
- Amos Bronson Alcott y a vécu.